# Nuptialia
Nuptialia è un genere letterario che raggruppa scritti diversi (carmi, epistolari, orazioni, rime e poesie, ecc.) composti o pubblicati in occasione delle nozze di personalità in particolar modo dell'aristocrazia. Tale genere è stato praticato, soprattutto, fra la fine del XV e l'inizio del XX secolo.
Sino a tutto il XVI secolo le pubblicazioni rientranti in questo genere comprendevano singole opere, generalmente in latino, di un solo autore; successivamente hanno contemplato anche opere di più autori.
È, altresì, un genere musicale che raggruppa composizioni (cantate, sonate, musiche in genere) edite per le medesime occasioni del genere letterario.
Il termine ha anche una valenza bibliografica, in quanto utilizzato come categoria di ordinamento dei libri per materia, ovvero fra i criteri attraverso i quali formare il catalogo di una biblioteca.